# Pimelea phylicoides
Pimelea phylicoides är en tibastväxtart som beskrevs av Carl Daniel Friedrich Meisner. Pimelea phylicoides ingår i släktet Pimelea och familjen tibastväxter. Inga underarter finns listade i Catalogue of Life.